# Rhynchosia quercetorum
Rhynchosia quercetorum är en ärtväxtart som beskrevs av Paul Carpenter Standley. Rhynchosia quercetorum ingår i släktet Rhynchosia och familjen ärtväxter. Inga underarter finns listade i Catalogue of Life.